# 클리드
클리드(본명: 김태민, 1999년 7월 7일 ~ )는 대한민국의 리그 오브 레전드 프로게이머이다. 포지션은 정글이며 Clid라는 아이디를 사용하고 있다.

## 선수 경력
2016년 1월, 중국의 징동 게이밍에 입단하면서 프로 커리어를 시작했다. 클리드는 징동에서 팀의 2부리그 우승과 LPL 승격을 이끌었다.
2019 시즌을 앞둔 스토브 리그 기간 동안 리그 오브 레전드 챔피언스 코리아의 SK텔레콤 T1에 입단했다. 클리드는 SK텔레콤에서 주전 정글러로 활약했으며 팀의 스프링 시즌 우승에 기여했다. 2019 스프링 우승으로 참여한 MSI에서 좋은 모습을 보여주면서 팀의 4강 진출에 기여했다. 서머 시즌에도 좋은 폼을 유지하며 서머 시즌 팀의 우승에 기여했으며 결승전 MVP를 수상했다. 리프트 라이벌즈 2019에 참가했으며 우승을 경험했다. 2019 롤드컵에서도 좋은 폼을 보여주면서 팀의 4강 진출에 기여했다.
2020 시즌을 앞두고 FA 신분이 되었으며 Gen.G에 입단했다. 젠지에서도 주전으로 활약했으며 스프링 시즌 팀의 준우승에 기여했다. 시즌 종료 이후 올프로 퍼스트 팀에 선정되었다. 스프링 시즌 후 미드 시즌 컵에 참가했다. 서머 시즌에서는 스프링 보다 폼이 하락한 모습을 보여주었지만 팀의 포스트시즌 진출을 이끌어냈다. 2020 롤드컵에서는 팀과 함께 불안한 폼을 보여주었으며 8강에서 탈락했다.
2021 시즌에서도 팀의 주전 정글러로 활동했다. 리그 오브 레전드 월드 챔피언십 2021에서는 로스터에 포함되면서 참가했다. 클리드는 대회 기간 동안 팀의 주전으로 활동하면서 팀의 4강 진출에 기여했다. 2021 시즌 종료 후 팀에서 퇴단했다.
2022 시즌을 앞두고 펀플러스 피닉스에 입단했다. 하지만 스프링 시즌과 서머 시즌 모두 좋지 못한 폼을 보여주었으며 팀의 월즈 진출에 실패에 기여하고 말았다.
2023 시즌을 앞두고 한화생명 e스포츠에 입단했다.

## 소속팀
| # | 팀명             | 소속 기간               | 소속 리그 | 비고 |
| - | ---------------- | ----------------------- | --------- | ---- |
| 1 | 징동 게이밍      | 2016.01 ~ 2018.11.20    | LSPL LPL  |      |
| 2 | SK텔레콤 T1      | 2018.11.22 ~ 2019.11.19 | LCK       |      |
| 3 | Gen.G            | 2019.11.20 ~ 2021.11.19 | LCK       |      |
| 4 | 펀플러스 피닉스  | 2022.01.05 ~ 2022.11.23 | LPL       |      |
| 5 | 한화생명 e스포츠 | 2022.11.25 ~ 2023.09.   | LCK       |      |

## 수상 내역

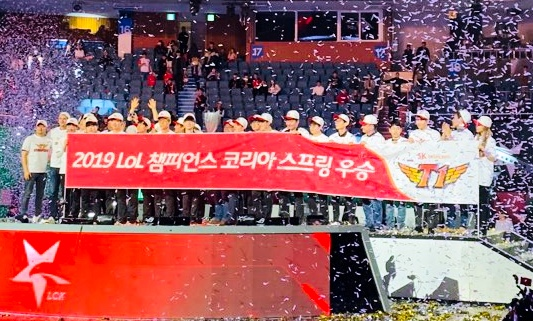
2019 LCK 스프링 우승 사진.

- 리그 오브 레전드 세컨더리 프로리그 서머 2016 우승
- 내셔널 e스포츠 토너먼트 2018 우승
- 스무살우리 리그 오브 레전드 챔피언스 코리아 스프링 2019 우승
- 우리은행 리그 오브 레전드 챔피언스 코리아 서머 2019 우승
- 우리은행 리그 오브 레전드 챔피언스 코리아 서머 2019 포스트시즌 최우수선수
- 리프트 라이벌즈 2019 우승
- 2019 리그 오브 레전드 올스타전 우승
- 우리은행 리그 오브 레전드 챔피언스 코리아 스프링 2020 준우승
- 리그 오브 레전드 월드 챔피언십 2020 8강
- 리그 오브 레전드 챔피언스 코리아 스프링 2021 준우승